# Furto di cadaveri
La sottrazione di cadavere è un reato che consiste nel furto di salme, tramite violazione del sepolcro presso il luogo di sepoltura (solitamente un cimitero) con esumazione o estumulazione.
Questa pratica conobbe la sua maggior diffusione tra il XVI e il XVIIl secolo nel Regno Unito, dove i ladri di cadaveri (che spesso agivano su commissione) venivano detti "resurrectionists" (termine non traducibile con il falso amico italiano "resurrezionisti" o "risurrezionisti"). Scopo di quei furti era la vendita delle salme alle scuole di medicina, per la dissezione o per lo studio dell'anatomia. 
Crimine parallelo, nell'ambito della profanazione e violazione di sepolcro, è il saccheggio delle tombe, con furto di oggetti e/o effetti personali ivi contenuti.

## Furto di cadaveri nel Regno Unito
Prima dell'Anatomy Act del 1832, l'unico modo legale di procurarsi dei corpi per scopi di ricerca medica nel Regno Unito era tramite le condanne a morte e le condanne a dissezione. Coloro ai quali venivano inflitte tali pene dai tribunali erano spesso colpevoli di crimini molto gravi. Tali sentenze non fornivano sufficienti cadaveri alle scuole di medicina. Mentre durante il XVIII secolo erano centinaia i condannati a morte, dal XIX secolo solo 55 persone all'anno subirono una pena capitale. Tuttavia, con l'espansione delle scuole di medicina, erano necessari circa 500 corpi all'anno.
Prima dell'arrivo dell'energia elettrica e delle celle frigorifere, i corpi si decomponevano rapidamente e diventavano inutilizzabili. Pertanto la professione medica usufruì dei ladri di cadaveri per provvedere alla mancanza di corpi "freschi" da esaminare.
Rubare un corpo era solo un'infrazione nella Common law, non un reato, e pertanto era punibile con la semplice detenzione, piuttosto che con la deportazione o l'esecuzione. Il commercio di corpi fu un affare abbastanza redditizio che compensava il rischio di essere scoperti, tanto più che le autorità tendevano a ignorare quello che era considerato un male necessario.

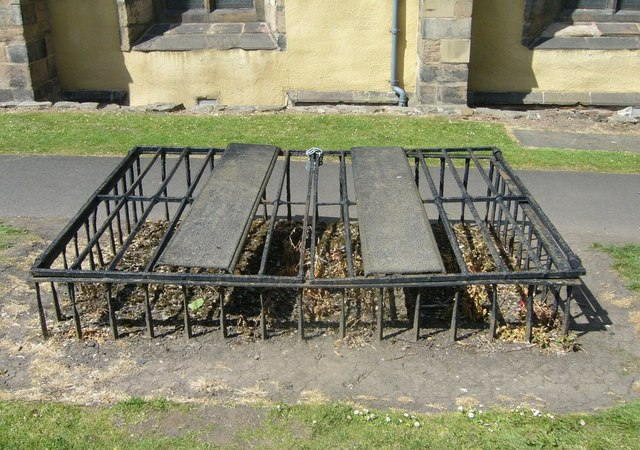
Una "cassa salvamorto" nel cimitero di Greyfriars, Edimburgo.

Il furto dei cadaveri era diventato così diffuso che non era insolito per i parenti e gli amici di qualcuno che era appena morto controllare il corpo fino alla sepoltura, e poi fare la guardia alla tomba dopo la sepoltura, per impedire che fosse violata. Inoltre, furono utilizzate di frequente bare di ferro, o le tombe venivano protette da un quadro di sbarre di ferro chiamato mortsafe ("Cassa salvamorto"), di cui ci sono degli esemplari ben conservati nel cimitero di Greyfriars ad Edimburgo.
Un metodo di furto utilizzato era quello di scavare in cima in fondo ad una sepoltura recente, scavare con una pala di legno (più silenzioso del metallo). Quando si raggiungeva la bara (a Londra le tombe erano abbastanza basse), si rompeva la stessa, si metteva una corda intorno al cadavere e lo si trascinava fuori. Spesso i ladri facevano attenzione a non rubare niente, come gioielli o abiti, in quanto questa era l'unica cosa che li avrebbe resi responsabili di effettivo reato.
The Lancet riporta un altro metodo. Veniva rimosso un quadrato di terra grande come un tombino a circa 5–6 m di distanza dalla testa della tomba, e veniva scavato un tunnel per intercettare la bara, che si trovava circa 1,2 m più in giù. Si tirava fuori la fine della bara, e il cadavere veniva estratto attraverso il tunnel. Il manto erboso veniva sostituito, e gli eventuali parenti a guardia delle tombe non si sarebbero accorti di niente. L'articolo suggerisce che il numero di bare vuote che erano state scoperte era "la prova al di là di ogni dubbio che in questo momento il furto di cadaveri era frequente".
Durante il 1827 e il 1828, alcuni resurrectionists di Edimburgo tra cui anche Burke e Hare cambiarono la tattica da furto di cadaveri a omicidio, in quanto venivano pagati di più per cadaveri molto freschi. Le loro attività, e quelle di chi li ha imitati, hanno portato al passaggio del Anatomy Act del 1832. Questo ha permesso che corpi non reclamati e quelli donati dai familiari fossero utilizzati per lo studio dell'anatomia, e ha richiesto l'autorizzazione dei docenti di anatomia, questo ha sostanzialmente chiuso il commercio dei corpi. L'uso dei corpi per la ricerca scientifica nel Regno Unito ora è gestita dallo Human Tissue Authority.

## Il furto di cadaveri negli Stati Uniti
In genere i ladri di cadaveri negli Stati Uniti si muovevano in piccoli gruppi, che esploravano e saccheggiavano le tombe fresche. Queste erano preferite perché la terra era appena smossa ed era più facile dissotterrare le bare. La terra rimossa era spesso spalata su una tela incerata posta vicino alla tomba, in modo che il terreno nelle vicinanze non fosse rovinato. Si cominciava a scavare dalla testa della tomba, dove era chiaro che cominciava la bara. La terra che rimaneva sulla bara forniva il contrappeso necessario per rompere il coperchio (era utile anche per coprire il rumore) con un piede di porco o con dei ganci che liberavano la parte superiore della tomba. Di solito il corpo veniva svestito e gli abiti riposizionati nella bara prima di richiudere tutto.
I resurrectionists erano noti anche per assumere delle donne che recitassero la parte dei parenti dei defunti che vanno a reclamarne i corpi nei ricoveri. Le donne erano assunte anche per assistere ai funerali, il loro scopo era quello di accertare eventuali disagi che i ladri di cadaveri potevano incontrare più tardi nel corso della riesumazione. I servi corrotti alle volte offrivano accesso al corpo del loro padrone morto o dell'amante, il corpo rimosso era sostituito con i pesi.
Anche se la ricerca medica e l'educazione erano in ritardo negli Stati Uniti rispetto all'Europa, l'interesse nella dissezione anatomica aumentava. Philadelphia, Baltimora e New York erano famose per la loro attività di furto di corpi: tutti i ladri fornivano cadaveri a sufficienza. Trovare dei soggetti per la dissezione si dimostrò essere "moralmente inquietante" per gli studenti di anatomia, tanto che nel 1788 a New York City si arrivò ad una rivolta contro i medici dell'ospedale, espressione del malcontento che esisteva tra i cittadini. 
Nella seconda metà del diciannovesimo secolo, John Gorham Coffin, un importante professore di medicina si chiedeva come ogni medico etico potesse partecipare al traffico di cadaveri.
Dr. Charles Knowlton (1800–1850) fu imprigionato per due mesi nella prigione della Contea di Worcester (Massachusetts) per "dissezione illegale" nel 1824, un paio di mesi dopo essersi laureato con lode alla Dartmouth Medical School. La sua tesi (http://www.danallosso.com/Graverobbing.html) difendeva la dissezione sulle basi razionali che "il valore di ogni arte o scienza può essere determinata dalla sua tendenza ad aumentare la felicità o a diminuire il mistero, dell'umanità". Knowlton chiese ai medici di alleviare il "pregiudizio pubblico" donando i loro corpi alla scienza.
Il corpo del membro del Congresso dell'Ohio John Scott Harrison, figlio di William Henry Harrison, fu rubato nel 1878 per l'Ohio Medical College e scoperto dal figlio Benjamin Harrison.

### Scuole mediche emergenti
La domanda di cadaveri per la dissezione crebbe quando furono stabilite le scuole di medicina negli Stati Uniti. Tra il 1758 e il 1788, solo 63 dei 3500 medici delle colonie avevano studiato all'estero, soprattutto ad Edimburgo. Lo studio dell'anatomia legittimò il campo medico, lo distinse dall'omeopatia e dalla scienza botanica. Più tardi, nel 1847, i medici formarono l'American Medical Association, nello scopo di differenziare la "vera scienza" della medicina dalle "assunzioni di ignoranza ed empiricismo" basate con l'educazione senza esperienza della dissezione umana.
Nel 1762, Dr. William Shippen, Jr. fondò il dipartimento di medicina all'Università della Pennsylvania. Shippen mise un annuncio nel Pennsylvania Gazette nel novembre 1762 annunciando le sue lezioni sull'"arte della dissezione, iniezione, etc.". Il costo era di "5 pistole". Nel 1765 la sua casa fu attaccata da una folla, che dichiarava che il dottore aveva dissacrato le tombe nel cimitero della chiesa. Il dottore negò le accuse e dichiarò che usava i corpi dei "suicidi, criminali e ogni tanto uno da Potter's Field'".
A Boston gli studenti di medicina affrontavano problemi simili per procurarsi i corpi da dissezionare. Nelle sue note biografiche, John Collins Warren, Jr. scrisse che "Nessun evento nel corso della mia vita mi ha provocato tanta ansia come procurare i soggetti per la dissezione". Continua a descrivere la fortuna di suo padre nel trovare i soggetti durante la guerra d'indipendenza: molti soldati erano morti senza parenti. Queste esperienze diedero modo a John Collins Warren di organizzare delle lezioni di anatomia nel 1781.
La sua pubblicità nel giornale locale diceva: "Un corso comincerà questo inverno su alcuni rami della medicina, per migliorare le capacità di tutti quelli che hanno conoscenze mediche: quelli che sono interessati devono fare richiesta al più presto poiché il corso comincerà tra breve. Con data e firma: Boston 01/01/1781 John Warren, Sec'y, Medical Society.
Ebenezer Hersey, un medico, lasciò all'Università di Harvard £1.000 sterline per la creazione di una cattedra di Anatomia nel 1770. Un anno prima, John Warren e i suoi amici avevano creato una società segreta. Questa si proponeva di organizzare delle autopsie usando cadaveri procurati da loro stessi. Il nome del gruppo era "Spunkers", tuttavia era proibito pronunciarlo e scriverlo. Spesso, per ottenere corpi freschi, venivano usate le vanghe.
La Harvard Medical School fu fondata il 22 novembre del 1782; John Collins Warren fu eletto Professore di Anatomia e Chirurgia. Quando suo figlio cominciò il college nel 1796, i tempi di pace causavano la mancanza di soggetti da dissezionare. John Collins Warren, Jr. scrive: "Avendo capito che un uomo senza parenti era stato seppellito nella parte nord del cimitero, Formai un gruppo... Quando mio padre arrivò la mattina per la lezione e vide che avevo dissotterrato il corpo, ne rimase allarmato."
La battaglia di John Collins per i corpi lo portò a consultare il suo collega W.E. Horner, professore di anatomia all'Università della Pennsylvania, che gli rispose: "Fin dall'inizio delle lezioni, in città c'era un clima stranamente salubre, così non sono stato in grado che ottenere la quarta parte dei soggetti che avevo richiesto."
Warren successivamente si arruolò per aiutare il suo vecchio amico John Revere (figlio di Paul Revere) per procurare soggetti da dissezionare. Revere chiamò John Godman che suggerì che Warren si mettesse al servizio di James Henderson, "un vecchio e fidato amico" che avrebbe potuto "in ogni momento, ottenere gli articoli di cui necessitava, nel numero di cui aveva bisogno."
Il Dott. John C. Warren tentò di istituire un sistema di fornitura di cadaveri a Boston, simile al sistema che esisteva già a New York e a Philadelphia. Gli ufficiali pubblici e gli addetti alle sepolture erano sistematicamente corrotti per ottenere i corpi. A New York, i corpi erano divisi in due grandi gruppi: il primo conteneva quelli "aventi diritto al rispetto, o, più probabilmente di essere pianti dagli amici"; gli altri erano quelli da esumare. I due cimiteri pubblici di Philadelphia erano regolarmente depredati dagli anatomisti, senza considerazioni. "Se le scuole o medici differivano su chi dovrebbe ottenere un insieme di corpi, la controversia doveva essere risolta da parte del sindaco come una cospirazione ad alta portata, che aveva portato ad una raccolta di circa 450 corpi per anno scolastico."

### La razza e il furto di cadaveri
I cimiteri pubblici non erano divisi solo per stato sociale, ma anche per razza. A New York nel decennio 1780 c'era il 15% della popolazione di razza nera. Il "tavolo di dissezione di Bayley, come quello del Columbia College" spesso ospitava corpi della parte segregata della popolazione. I neri liberi come pure gli schiavi erano seppelliti nella zona Negroes Burying Ground. Nel febbraio 1787 un gruppo di uomini neri liberi fece una petizione al concilio cittadino riguardo agli studenti di medicina che "con l'aiuto della notte, disseppelliscono i corpi dei defunti, degli amici e dei parenti dei firmatari, li portano via senza rispetto di età o di sesso, per manipolare la loro carne per curiosità sfrenata e poi esporlo a bestie e gli uccelli."
Nel dicembre 1882 fu scoperto che sei corpi erano stati dissotterrati dal Lebanon Cemetery ed erano in viaggio per essere dissezionati al Jefferson Medical College. Gli afro-americani di Philadelphia erano oltraggiati e una folla si riunì presso l'obitorio della città dove erano stati inviati i corpi scoperti. Secondo quanto riferito, uno della folla esortò il gruppo a giurare che avrebbero cercato vendetta per coloro che hanno partecipato alla profanazione delle tombe. Un altro uomo scoprì il corpo di suo fratello di 29 anni. La stampa Philadelphia riportò la storia di una donna anziana in lacrime dopo aver identificato il corpo del marito, la cui sepoltura l'aveva costretta a chiedere l'elemosina per i 22 dollari del costo alle banchine dove aveva lavorato il marito. Il medico William S. Forbes fu incriminato e il caso fece passare diverse leggi sull'argomento.

### Autorità pubblica
Anche le bare dei bianchi non erano sicure: il 21 febbraio 1788, il corpo di una donna bianca fu sottratto dalla Trinity Church. Fu offerta una ricompensa di 100 dollari a chiunque avesse dato informazioni per l'arresto dei ladri. Nel Daily Advertiser, furono scritti molti editoriali sull'argomento: uno scrittore che si firmava Humanio era preoccupato che "le vite avrebbero dovuto pagare...se i furti avrebbero persistito." Non c'era motivo di preoccupazione: il furto di cadaveri era percepito come "un evento quotidiano." Per calmare il pubblico indignato, fu emanata una normativa per contrastare l'attività di furto; infine, le leggi al riguardo, come l'Anatomy Act del 1831 nel Massachusetts, permisero di legalizzazione gli studi di anatomia.
Prima che venissero prese delle misure per permettere l'uso dei corpi a scopo scientifico, erano state messe in atto diverse tattiche per preservare i corpi dei cari defunti. La polizia doveva pattugliare le bare, ma era spesso corrotta o fatta ubriacare. Venivano fissati alle bare dei fucili a molla, e le famiglie più povere lasciavano oggetti o smuovevano la terra per simulare che la tomba era già stata aperta. Nella sua raccolta di dati sulle forze di polizia di Boston, Edward Savage rese nota una ricompensa offerta il 13 aprile 1814: "Un uomo offre £100 sterline come ricompensa per l'arresto del ladro di tombe del South Burying-Ground". Per scoraggiare i ladri venivano anche costruite delle recinzioni di ferro. Erano anche vendute "casse in acciaio a prova di scassinatore" con la promessa che i corpi dei parenti non sarebbero stati tra il 40.000 che "ogni anni vengono mutilati nei tavoli di dissezione nel college di medicina negli Stati Uniti." L'appropriazione dei corpi da parte dei medici suscitatò molto risentimento popolare. Tra il 1765 e il 1884, ci furono almeno 25 azioni di gruppo documentate contro le scuole mediche americane.
Nonostante tutti gli sforzi i furti continuavano. Al City Hospital di New York, il 13 aprile 1788 un gruppo di ragazzi che giocavano cominciò a spiare dalla stanza di dissezione. I racconti variano, ma uno dei ragazzi vide quelli che lui pensava fossero i resti di sua madre o che uno degli studenti scosse un braccio smembrato ai ragazzi. Il ragazzo, la cui madre era morta da poco, raccontò al padre l'accaduto; il padre, un muratore, radunò un gruppo di lavoratori per attaccare l'ospedale.
Al fine di evitare la distruzione di proprietà privata, le autorità parteciparono alla perquisizione di case dei medici locali degli studenti di medicina, e dei professori, in cerca di cadaveri rubati. La folla fu soddisfatta. Più tardi, la folla si riformò per attaccare il carcere in cui alcuni degli studenti di medicina erano detenuti per la loro sicurezza. Fu chiamata la milizia, ma in pochi si presentarono, questo era forse dovuto al fatto che la milizia condivideva l'indignazione del popolo. Una piccola truppa fu oggetto di vessazioni e si ritirò rapidamente. Molti cittadini importanti - tra cui il Governatore George Clinton; il Generale Baron von Steuben, e John Jay - parteciparono alla milizia che proteggeva i medici nelle carceri. Tre ribelli furono uccisi quando la milizia aprì il fuoco sulla folla, e quando i membri delle milizie dalle campagne si unirono alla difesa, la folla si sentì minacciata e si dissipò rapidamente.

## Nel mondo

### Canada
Anche nelle altre parti dell'Impero britannico il furto dei cadaveri era una pratica piuttosto comune, in Canada, dove le abitudini religiose, nonché la mancanza di mezzi di conservazione rendevano difficile per gli studenti di medicina ottenere una fornitura costante di organi freschi. In molti casi gli studenti dovevano ricorrere al furto di cadaveri abbastanza regolarmente.
A Montréal durante l'inverno del 1875, il tifo colpì gli istituti femminili. I cadaveri delle vittime furono rubati dai ladri prima che i parenti arrivassero dall'America, provocando uno scandalo internazionale. Alla fine l'Anatomy Act del Quebec fu emanato per prevenire altri scandali, mettendo fine ai furti di cadaveri.

### Cina
Nelle campagne cinesi il furto di cadaveri era un fenomeno abbastanza frequente. La superstizione cinese crede che se un uomo giovane muore prima di sposarsi non può essere seppellito vicino ad una donna e che la sua anima sarà eternamente sola. Quindi i ladri di cadaveri professionisti a volte rubavano i cadaveri femminili dalle fosse e poi li rivendevano alle famiglie che avevano recentemente perso un membro maschile, nubile al momento della morte, in modo che il cadavere fosse sepolto accanto a lui. In effetti la domanda di cadaveri era spesso così alta che ci furono diversi omicidi documentati di giovani donne cinesi ai fini della vendita dei loro resti. I ladri usavano degli eufemismi per identificare le loro merci sul mercato: "merce bagnata" si riferiva ai cadaveri deceduti di recente, mentre i "prodotti secchi" erano presumibilmente le salme che erano state nel terreno per più tempo.

### Cipro
A Cipro, il corpo dell'ex presidente Tassos Papadopoulos fu rubato dalla sua tomba l'11 dicembre 2009.

### Francia
Mentre studiava a Parigi, Andrea Vesalio fu accusato di furto nei cimiteri di Parigi con i suoi studenti più promettenti. I ladri di cadaveri venivano chiamati "Les Corbeaux" (i corvi). La violazione delle tombe erano punito con un anno di carcere più una multa.

### Irlanda
A Dublino, Irlanda, le scuole di medicina nel diciottesimo e diciannovesimo secolo erano alla costante ricerca di corpi. Il Bullys' Acre o l'Hospital Fields a Kilmainham erano una risorsa preziosa di materiali anatomici poiché erano fosse comuni e facilmente accessibili. I soldati assegnati al Royal Hospital erano sempre in allerta per i ladri di cadaveri principalmente perché i loro commilitoni erano seppelliti lì. Nel novembre 1825 una sentinella catturò Thomas Tuite, un noto resurrectionist, in possesso di cinque corpi. Quando cercarono nelle sue tasche le trovarono piene di denti, che a quei tempi valevano £1 (circa £50 sterline nel 2011). Molti altri cimiteri furono il bersaglio di studenti di medicina o di coloro che avevano fatto del furto di tombe la loro professione. Il più grande cimitero d'Irlanda, il Glasnevin Cemetery, fondato nel diciottesimo secolo, aveva un alto muro con due torrette strategiche per controllare l'arrivo dei ladri.

### Paesi Bassi
Nei Paesi Bassi, i poveri erano abituati a ricevere un piccolo contributo dalle imprese che avevano pagato una multa per aver ignorato le leggi sepoltura e rivenduto gli organi (specialmente quelli che non erano della famiglia) ai medici.

### Russia
Nel 2011 Anatolij Moskvin venne arrestato dopo che nel suo appartamento furono ritrovati i corpi mummificati di 26 donne e bambine di età compresa tra i 3 e i 29 anni, che egli stesso aveva riesumato dalle tombe dei cimiteri locali per mummificarle e vestirle trasformandole in bambole da esporre nella propria abitazione. Una valutazione psichiatrica stabilì che Moskvin soffriva di schizofrenia paranoica.

## Oggi
Anche ai giorni nostri ci sono casi di furti di cadaveri, anche se sono molto rari. Un caso famoso in Inghilterra ha coinvolto i resti di Gladys Hammond dal Cimitero di Yoxall vicino Lichfield nel sud dello Staffordshire. I resti della signora Hammond furono presi dal movimento per i diritti degli animali che stavano portando avanti una campagna contro la Darley Oaks Farm, una compagnia che usava i porcellini d'India per esperimenti scientifici. La signora in questione era la matrigna di uno dei proprietari della compagnia. Dopo quattro anni di investigazioni la Polizia di Staffordshire, furono arrestati e imprigionati quattro leader dell'associazione Save the Newchurch Guinea Pigs (tre uomini:Kerry Whitburn di Edgbaston, John Smith di Wolverhampton, John Ablewhite di Manchester; e una donna: Josephine Mayo si Staffordshire) per cospirazione. Gli uomini furono condannati a 12 anni di carcere a testa, la donna a 4. La polizia disse che la cospirazione includeva il furto dei resti della signora Hammond, che furono ritrovati dalla polizia a seguito delle informazioni date dai quattro arrestati.
Nel febbraio 2006, il Dott. Michael Mastromarino, allora quarantaduenne ex chirurgo e membro del consiglio di amministrazione della Biomedical Tissue Services, fu condannato insieme a tre suoi impiegati di traffico di ossa, organi e altre parti di cadaveri umani con compagnie mediche senza il consenso dei familiari. La BTS vendeva i suoi "prodotti" a cinque compagnie, tra cui
Life Cell Corporation, del New Jersey, Regeneration Technologies, della Florida.
C'è ancora domanda di corpi per il trapianto di organi in particolare per l'allotrapianto. i trafugatori di corpi soddisfano questa domanda. I tessuti ottenuti in questo modo sono poco sicuri e inutilizzabili a fini medici. Le ossa del giornalista Alistair Cooke furono sostituite con tubi in pvc prima che il corpo venisse cremato.
In Italia ci sono due casi famosi: nel 1946 fu trafugata la salma di Benito Mussolini dalla tomba nel Cimitero di Musocco, da un gruppo di suoi fedelissimi, i resti furono restituiti alla famiglia nel 1956. Il 25 gennaio 2011 ignoti hanno trafugato la salma del presentatore Mike Bongiorno dal cimitero di Dagnente; la salma è stata poi ritrovata.

## Nella cultura di massa

### In letteratura
- Un famoso racconto di Robert Louis Stevenson è Il trafugatore di salme, con l'adattamento cinematografico interpretato da Boris Karloff.
- Jerry Cruncher, un personaggio di Racconto di due città di Charles Dickens, lavora di notte come "resurrezionista".
- H. P. Lovecraft scrisse dei ladri di cadaveri nei suoi romanzi Il caso di Charles Dexter Ward e Herbert West rianimatore.
- Altri recenti racconti sul commercio dei corpi comprendono The Resurrectionist di James Bradley, The Giant O'Brien di Hilary Mantel, An Acquaintance with Darkness di Ann Rinaldi, The Bone Garden di Tess Gerritsen, e Fleshmarket di Nicola Morgan.
- James McGee si concentra sul personaggio di James Hawkwood, a caccia di un gruppo di resurrectionists che illegalmente contrabbandano organi per la scuola medica. Il tema centrale del romanzo è l'esplorazione di McGee del mondo dei resurrezionisti e le cose che fanno.
- Nel romanzo di Jonathan L. Howard Johannes Cabal il Negromante, l'eponimo protagonista pratica il furto di corpi.

### In musica
- La canzone The Resurrectionist dei Pet Shop Boys è una bonus track del loro primo singolo tratto dall'album del 2006 Fundamental, I'm with stupid. La canzone si ispira al libro The Italian Boy: Murder and Grave-Robbery in 1830s London di Sarah Wise.
- La seconda traccia dell'album del 2007 In Rainbows dei Radiohead si intitola Bodysnatchers.
- Una canzone dei Leathermouth si intitola Bodysnatchers Forever.
- Le band di genere Horror punk The Misfits, Creature Feature e Wednesday 13 hanno scritto canzoni che parlano dei furti nelle tombe, come ad esempio Dig up Her Bones, Grave Robber at Large e Happily Ever Cadaver, rispettivamente.

### Nei film e nella televisione
- Nel film Corridors of Blood, Christopher Lee interpreta il ruolo di un personaggio chiamato "Resurrection Joe".
- Nel film di Mel Brooks Frankenstein Junior, Fredrick Frankenstein e Igor scavano in una tomba per riportarne in vita il corpo.
- Nella serie televisiva Dottor House un gruppo dei suoi studenti di medicina prendono un corpo da una tomba per scopi medici.
- Nel film The Doctor and the Devils, Timothy Dalton interpreta un anatomista che insegna all'Università di Edimburgo nel diciannovesimo secolo.
- Nel film I Sell the Dead, Dominic Monaghan e Larry Fessenden interpretano due uomini che si mantengono dissotterrando e vendendo corpi.
- Nella serie TV Netflix The Frankenstein Chronicles si narra del furto di cadaveri nella Londra ai tempi della discussione parlamentare dell'Anactomy Act.
- Nel film Ladri di cadaveri - Burke & Hare si narra di due predatori di tombe del XIX secolo che trovano un affare lucrativo nel vendere cadaveri alla scuola medica di Edimburgo.

### Nel folklore
- Nel folklore giapponese il Kasha è uno yōkai che trafuga i morti al cimitero o durante i funerali per effetto delle azioni nefaste da loro accumulate durante la vita.